# Vladimír Růžička (1989)
Vladimír Růžička mladší (* 17. února 1989 Most, Československo) je český hokejový centr, momentálně hráč klubu HC Letci Letňany.

## Kariéra
V minulosti hrál za tým HC Slavia Praha. Na zkoušce byl v týmu Dinamo Riga v ruské lize KHL, kde ale neuspěl. Do konce sezóny 2018/2019 působil v týmu Piráti Chomutov. V sezóně 2016/2017 odehrál tři zápasy za českou hokejovou reprezentaci na Švédských hokejových hrách, které se konaly v Göteborgu. V červnu 2020 klub Mountfield HK oznámil, že s ním Vladimír Růžička mladší podepsal dvouletou smlouvu a že se k týmu připojil v červenci. Od sezóny 2021/2022 působil v prvním zahraničním klubu Dornbirner EC v nejvyšší rakouské lize ICEHL. Naposledy, v sezoně 2022/23, působil ve Slavii Praha.

## Ocenění a úspěchy
- 2004 ČHL-18 – Nejlepší hráč v pobytu na ledě playoff (+/-)
- 2005 ČHL-18 – Nejlepší nahrávač
- 2006 ČHL-18 – Nejproduktivnější hráč v playoff
- 2007 MSJ – Top tří hráčů v týmu
- 2009 ČHL – Nejproduktivnější junior
- 2015 Postup s týmem Piráti Chomutov do ČHL

## Prvenství
- Debut v ČHL – 4. listopadu 2005 (Bílí Tygři Liberec proti HC Slavia Praha)
- První asistence v ČHL – 6. prosince 2005 (HC Hamé Zlín proti HC Slavia Praha)
- První gól v ČHL – 22. prosince 2005 (HC Slavia Praha proti Bílí Tygři Liberec, brankáři Milanu Hniličkovi)
- První hattrick v ČHL – 13. ledna 2017 (Piráti Chomutov proti HC Kometa Brno)

## Statistiky

### Klubové statistiky
| Sezóna       | Klub                    | Soutěž       |     | Základní část | Základní část | Základní část | Základní část | Základní část |    | Play off | Play off | Play off | Play off | Play off |
| Sezóna       | Klub                    | Soutěž       | Z   | G             | A             | B             | TM            | Z             | G  | A        | B        | TM       |          |          |
| 2005/06      | HC Slavia Praha         | ČHL          | 13  | 1             | 1             | 2             | 4             | —             | —  | —        | —        | —        |          |          |
| 2006/07      | HC Slavia Praha         | ČHL          | 3   | 0             | 0             | 0             | 0             | —             | —  | —        | —        | —        |          |          |
| 2007/08      | HC Slavia Praha         | ČHL          | 42  | 7             | 8             | 15            | 18            | 19            | 1  | 0        | 1        | 4        |          |          |
| 2008/09      | HC Slavia Praha         | ČHL          | 36  | 5             | 6             | 11            | 14            | 14            | 2  | 1        | 3        | 6        |          |          |
| 2009/10      | HC Slavia Praha         | ČHL          | 47  | 6             | 10            | 16            | 22            | 15            | 3  | 1        | 4        | 4        |          |          |
| 2009/10      | HC Rebel Havlíčkův Brod | 1.ČHL        | 3   | 1             | 2             | 3             | 0             | —             | —  | —        | —        | —        |          |          |
| 2010/11      | HC Slavia Praha         | ČHL          | 32  | 8             | 7             | 15            | 16            | —             | —  | —        | —        | —        |          |          |
| 2011/12      | HC Slavia Praha         | ČHL          | 51  | 11            | 15            | 26            | 40            | —             | —  | —        | —        | —        |          |          |
| 2012/13      | HC Slavia Praha         | ČHL          | 50  | 5             | 22            | 27            | 26            | 11            | 6  | 5        | 11       | 10       |          |          |
| 2013/14      | HC Slavia Praha         | ČHL          | 49  | 8             | 13            | 21            | 46            | 5             | 0  | 1        | 1        | 8        |          |          |
| 2014/15      | Piráti Chomutov         | 1.ČHL        | 40  | 12            | 20            | 32            | 56            | 11            | 2  | 5        | 7        | 20       |          |          |
| 2015/16      | Piráti Chomutov         | ČHL          | 42  | 11            | 15            | 26            | 28            | 8             | 1  | 3        | 4        | 4        |          |          |
| 2016/17      | Piráti Chomutov         | ČHL          | 39  | 14            | 16            | 30            | 52            | 16            | 3  | 5        | 8        | 12       |          |          |
| 2017/18      | Piráti Chomutov         | ČHL          | 46  | 17            | 10            | 27            | 30            | —             | —  | —        | —        | —        |          |          |
| 2018/19      | Piráti Chomutov         | ČHL          | 50  | 16            | 23            | 39            | 40            | 4             | 1  | 2        | 3        | 4        |          |          |
| 2019/20      | HC Sparta Praha         | ČHL          | 39  | 10            | 16            | 26            | 14            | —             | —  | —        | —        | —        |          |          |
| 2020/21      | Mountfield HK           | ČHL          | 48  | 12            | 15            | 27            | 24            | 7             | 1  | 3        | 4        | 2        |          |          |
| 2021/22      | Dornbirner EC           | ICEHL        | 42  | 4             | 13            | 17            | 8             | —             | —  | —        | —        | —        |          |          |
| 2022/23      | HC Slavia Praha         | 1. ČHL       | 21  | 4             | 8             | 12            | 10            | —             | —  | —        | —        | —        |          |          |
| Celkem v ČHL | Celkem v ČHL            | Celkem v ČHL | 693 | 152           | 220           | 372           | 448           | 110           | 20 | 26       | 46       | 74       |          |          |

### Reprezentační statistiky
| Rok             | Tým             | Soutěž          | Z  | G | A | B  | TM |  |
| --------------- | --------------- | --------------- | -- | - | - | -- | -- |  |
| 2006            | Česko 18        | MS-18           | 7  | 0 | 1 | 1  | 2  |  |
| 2007            | Česko 18        | MS-18           | 6  | 2 | 4 | 6  | 4  |  |
| 2009            | Česko 20        | MSJ             | 5  | 2 | 3 | 5  | 4  |  |
| Junioři celkově | Junioři celkově | Junioři celkově | 18 | 4 | 8 | 12 | 10 |  |